# 歌舞青春 (音樂劇)
《歌舞青春》（英語：High School Musical on Stage!）是一部改編自迪士尼頻道電視電影《歌舞青春》的音樂劇，由马修·杰拉德、羅比·尼沃爾、萊因·湛、格雷格·湛、朱兒·希利、兰迪·彼得森、凯文·奎因、安迪·多德、亚当·瓦茨、布萊恩·路易素、大卫·N·劳伦斯、费伊·格林伯格和杰米·休斯顿作曲和填詞，大衛·森帕迪高編劇。此劇很快便成為高中音樂劇的常見劇目。

## 劇情

### 第一幕
在美國新墨西哥州阿爾伯克基東高中，特洛伊·波頓告訴他的朋友查德·丹福思和澤克·比勒除夕滑雪旅行時遇上凱碧歐拉·曼提茲的經歷。而剛遷入阿爾伯克基的凱碧，則與新結識的朋友泰勒·麥凱西、凯尔茜·尼尔森和玛莎·考克斯訴說她在假期時的事情。此時，自私的夏培·伊凡斯和她的弟弟、跟隨她指示但願意與其他人做朋友的瑞安出現。特洛伊和凱碧回憶除夕時相遇的經過。查德、泰勒、凯尔茜、瑞安、夏培、澤克和其他學生則唱出他們在新一年的決心。
在教室，達布斯老師告訴學生即将到来的冬季音乐劇，由害羞的凯尔茜·尼尔森編劇，改編自莎士比亞《羅密歐與茱麗葉》的《茱麗葉與羅密歐》。當瑞安、夏培、特洛伊和凱碧使用手提電話時，達布斯老師罰他們放學留下。查德向達布斯老師說特洛伊因要準備冠軍賽在而需在放學後進行籃球練習而不能留下，達布斯老師於是叫特洛伊留下三十分鐘，然後要求泰勒留下，因為她揭露查德誇大了。當凱碧使用儲物櫃的時候，特洛伊奔向她，並對重逢表示驚奇。夏培經過調情特洛伊，但特洛伊對她沒有興趣。夏培觀察到特洛伊對凱碧有興趣，而凱碧亦對特洛伊有興趣。之後，特洛伊、查德、澤克和賈森進行籃球練習。
在一節科學課中，凱碧從展示老師公式的錯誤展現她的智慧，泰勒對此留下深刻印象，於是代表科學學會邀請凱碧加入學術十項全能團隊以取得勝利，但被凱碧婉拒。夏培偷聽到之後，瑞安便用Google搜尋調查她。
當夏培發現凱碧在舊校是一個非常聰穎的學生之後，把新找到的資料放進泰勒的儲物櫃中。學生之後前往達布斯老師的課室留課。泰勒基於夏培提供的資料再次邀請凱碧加入學術十項全能團隊，凱碧最終同意。眾人舉行「噪音的舞會」，此時波頓教練來到，將特洛伊和查德帶走以進行籃球練習，並向達布斯老師告知此事。
第二天，戲劇學會仝人進行音樂劇面試。夏培和瑞安亦有參加面試。在面試結束之後，凱碧和特洛伊唱出面試歌曲，而凱爾茜以更慢的語速唱出歌曲。雖然特洛伊和凱碧並沒有當它是一場面試，但他們被召回作第二次面試。當他們的朋友知道消息之後，他們將這個消息透過手提電話流傳開去。
這事惱怒了夏培，她覺得特洛伊和凱碧偷了主角的地位，並違反了東高中的「規則」。雖然大部份學生同意，但在午飯時因派系外的秘密成見而引發抒情衝突。此衝突因夏培因凱碧向澤克告密而令她在一場遊戲中被澤克打敗而引發高潮。夏培憤怒地大喊：「某人要為此付出代價！」

### 第二幕
傑克·史葛在特洛伊和凱碧在天台花園跳舞之前重新講述發生的事情。澤克走向夏培的儲物櫃向夏培調情。與此同時，特洛伊和凱碧等人在自修室暗算惱羞成怒的夏培和瑞安。夏培和瑞安覺得查德、泰勒等人偏幫特洛伊和凱碧，夏培因此向達布斯老師謊稱特洛伊和他父親因她要求特洛伊留下而意圖擾亂面試。在籃球練習中，達布斯老師向波頓教練和特洛伊告知此事。凱碧來到練習場地找特洛伊，之後凱碧被玛莎帶到實驗室。波頓教練認為凱碧是導致特洛伊留課的原因，於是向特洛伊說他是組織核心，而不是歌手。這激怒了特洛伊，他反問父親有沒有想過他能兩樣兼備，然後怒氣沖沖地離開，留下目瞪口呆的波頓教練。
查德、泰勒等人實踐他們的計劃，將特洛伊和凱碧分開。終於令特洛伊憤怒，他指責他的朋友說與他父親相同的話，要他放棄和假裝不喜歡凱碧，完全無視澤克頭上撥出給凱碧的電話。凱碧聽到之後表示悲憤，查德、泰勒等人知道自己去得太盡，並對破壞特洛伊和凱碧之間的關係表示內疚。
第二天，夏培和瑞安正在綵排並等待第二次面試，此時夏培向瑞安講述她在學校的角色。之後特洛伊來找凱碧，瑞安便告訴他她在劇院裡。特洛伊走進劇院，告訴凱碧這不是他的本意。他唱歌以喚起凱碧除夕時的記憶。
因為夏培的要求，第二次面試的日期改與籃球冠軍賽和學術十項全能同一天舉行。特洛伊和凱碧知道之後，向他們的朋友說他不會參加第二次面試，並分別參加籃球冠軍賽和學術十項全能。他們的朋友卻叫他們參加第二次面試。特洛伊和凱碧不願意，但他們的朋友決定幫忙。
在第二次面試當天，學生激動地迎接庆祝活动。夏培和瑞安唱出第二次面試的歌曲。與此同時，正在比賽的泰勒在十項全能期間發生電力意外，令所有人需要走到劇院。查德和泰勒向特洛伊和凱碧解釋這是他們唯一的機會。達布斯老師正對是否讓遲到的特洛伊和凱碧面試而猶豫，她在沒有選擇的情況之下允許他們在擠滿學生的禮堂面試。達布斯老師在眾學生觀賞之下給予特洛伊和凱碧角色。
查德邀請泰勒參加事後派對，澤克請求夏培對他好，傑克·史葛向凱爾茜調情，夏培則向特洛伊和凱碧補償。野貓隊最後亦贏了籃球冠軍賽和學術十項全能，學生大肆慶祝。

## 主要角色

### 運動員
- 特洛伊·波頓（Troy Bolton），男主角，籃球隊隊長
- 查德·丹福思（Chad Danforth），籃球隊隊員，特洛伊的朋友
- 澤克·比勒（Zeke Baylor），熱愛烘培的籃球隊隊員
- 傑森·格羅斯（Jason Cross），籃球隊隊員

### 戲劇學會
- 夏培·伊凡斯（Sharpay Evans），戲劇學會主席
- 瑞安·伊凡斯（Ryan Evans），夏培的弟弟，戲劇學會副主席
- 凯尔茜·尼尔森（Kelsi Neilsen），戲劇學會鋼琴手、冬季音樂劇作曲
- 詹姆斯·帕克（James Parker），戲劇學會成員
- 仙迪拉（Cyndra），戲劇學會成員
- 蘇珊，戲劇學會成員
- 凯茜，戲劇學會成員
- 艾倫，戲劇學會成員

### 學術十項全能團隊
- 凱碧歐拉·曼提茲（Gabriella Montez），女主角，東高中新生，在寒假時遇見特洛伊
- 泰勒·麥凱西（Taylor McKessie），學術十項全能團隊首領
- 玛莎·考克斯（Martha Cox），熱愛嘻哈的學術十項全能團隊成員
- 卡特洛夫（Kratnoff），學術十項全能團隊成員，討厭玛莎·考克斯的舞蹈

### 滑板花花公子
- 开膛手杰克（Jack the Ripper），喜愛大提琴的滑板花花公子首領
- 蒙戈，滑板花花公子成員

### 其他學生
- 傑克·史葛（Jack Scott），東高中的新聞報導員
- 手提電話女孩（Cell Phone Girls）

### 成人
- 達布斯老師（Ms. Darbus），戲劇老師，不喜歡運動員和波頓教練
- 波頓教練（Coach Bolton），體育老師、特洛伊的父親、籃球教練
- 坦莉老師（Ms Tenny），化學老師

## 製作

### 美國巡迴公演
迪士尼戲劇安排《歌舞青春》音樂劇版在2007年8月1日至2008年8月3日在美國作巡迴公演。

#### 主要演員
- 約翰·傑弗利·馬丁（John Jeffrey Martin）飾演特洛伊·波頓
- 阿里尔·雅各布斯（Arielle Jacobs）飾演凱碧歐拉·曼提茲
- 錫金·伊凡斯（Shakiem Evans）飾演查德·丹福思
- 實蘭達·拉孔布（Shakiem Evans）飾演泰勒·麥凱西
- 钱德拉·李·施瓦茨（Chandra Lee Schwartz）飾演夏培·伊凡斯（2007年8月1日至2008年2月15日）
- 海伦·约克（Helene Yorke）飾演夏培·伊凡斯（2008年2月17日至2008年8月3日）
- 鲍比·麗斯（Bobby List）飾演瑞安·伊凡斯
- 米高·馬漢尼（Michael Mahany）飾演傑克·史葛
- 奥利維亞·奧古馬（Olivia Oguma）飾演凱爾茜·尼爾森
- 本·汤普森（Ben Thompson）飾演澤克·貝勒
- 丽兹·魏斯（Lizzie Weiss）飾演瑪莎·考克斯
- 罗恩·博默（Ron Bohmer）飾演波頓教練
- 艾伦·哈维（Ellen Harvey）飾演達布斯老師

### 區域製作
2006年8月1日，《海報雜誌》宣佈斯特埃多爾莊園戲劇夏令營成為《歌舞青春》音樂劇版首演的地方。
2007年1月12日，佐治亞州亞特蘭大星星劇團成為第一個上演《歌舞青春》音樂劇版的職業劇團。
2009年4月17日，加拿大新斯科舍省哈利法克斯尼普顿剧院首演《歌舞青春》音樂劇版。該版由大卫·W·康诺利執導及編舞，並打破該劇院的票房紀錄
。

## 外部連結
- 迪士尼官方網站 （页面存档备份，存于）
- 《華盛頓人報》2008年2月6日報道 （页面存档备份，存于）
- 《歌舞青春》音樂劇版在音樂劇國際的資料 （页面存档备份，存于）
- 西班牙巡迴公演官方網站
- 意大利巡迴公演官方網站